# Estación de Errenteria
Errenteria  es una estación ferroviaria situada en el centro de Rentería (Guipúzcoa), en la parte alta de la Avenida Pablo Iglesias, que pertenece a la empresa pública Euskal Trenbide Sarea, dependiente del Gobierno Vasco. Da servicio a la línea del metro de San Sebastián del operador Euskotren Trena, denominada popularmente el Topo.
Cuando se abrió la línea, en 1912, esta era la única estación del municipio; actualmente también existen las estaciones de Galzaraborda (abierta en la segunda mitad del siglo XX) y la de Fandería (abierta en 2012).

En esta estación se encontraban las cocheras de la línea, hasta que fueron sustituidas por las de Araso (Irún).

En un futuro lejano se prevé desdoblar el trazado entre las 3 estaciones del municipio, soterrando la estación.

## Accesos
- Avda. Pablo Iglesias